# آیزنگارد
آیزنگارد (به زبان سینداری، قلعه بزرگ) در دنیای خیالی جان رونالد روئل تالکین مکانی از سرزمین میانی می‌باشد.

## ادبیات
در تاریخ سرزمین میانه، تالکین می‌گوید که آیزنگارد در دوره دوم در اطراف برج اورتانک توسط نومه‌نوری‌های در تبعید در گوشهٔ شمال غربی روهان ساخته شده‌است.
رودخانه آنگرن (یا آیزن) در پشت آیزنگارد، که همچنین دیوار شمالی با آن تشکیل می‌شود آغاز می‌شود. سه ضلع دیگر توسط یک دیوار بزرگ، شناخته شده به عنوان حلقه آیزنگارد، که فقط توسط جریان رودخانه آنگرن در شمال شرق از طریق یک ورودی شکسته شده و دروازه آیزنگارد در جنوب، در هر دو ساحل محافظت می‌شد.
آیزنگارد پیش از پلید شدن سارومان به رنگ سبز و دلپذیر با بسیاری از درختان بزرگ و زمین‌های سرسبز بود.

### سپر دست سفید از آیزنگارد

سپر دست سپید آیزنگارد

در طول جنگ حلقه، آیزنگارد پایگاه سارومان برای عملیات علیه روهان بود، و آن را با قطع درختان به دره‌ای پلید تبدیل کرد. دره آیزنگارد با چاله‌های عمیق، برای پرورش اوروک‌ها استفاده می‌شد. سارومان آیزنگارد را خانهٔ اورک‌ها برای حمله به روهان تبدیل کرده بود. در نهایت یک ارتش از انتها به رهبری چوب ریش از فنگورن به تشویق هابیت‌هایی به نام مریادوک برندی‌باک و پره‌گرین توک به آیزنگارد حمله کردند.
در طول دوران چهارم آیزنگارد، دوباره بازسازی شد و کل دره به انتها اعطا شد.

#### آرمور و نمادها
اورک‌های آیزنگارد بر سپرشان نماد دست سپید در یک زمینه سیاه، و در کلاه خودشان یک s سفید () به معنی سارومان حک شده‌است.

## اورتانک
اورتانک برج سیاه و سفید آیزنگارد، به معنی «نیش کوه» در سیندارین و «حیله‌گری ذهن» در زبان انگلیسی قدیم می‌باشد.
اورتانک بر اساس رشته‌افسانه‌های جان رونالد روئل تالکین، در پایان دوران دوم توسط مردان گاندور از چهار ستون چند وجهی از سنگ با یک فرایند ناشناخته ساخته شده‌است؛ و با هیچ سلاح شناخته شده‌ای نمی‌توان به آن آسیب رساند اگر چه انتها در جریان اتحاد دو برج با پرتاب قطعه سنگ‌هایی توانستند خراش‌هایی بر رو آن ایجاد کنند. اورتانک تا بیش از ۱۵۰ متر بالاتر از دشت آیزنگارد ارتفاع داشت.
در اورتانک یکی از گوی‌های جهان بین قرار داشت.
سارومان در طول جستجوی خود را برای حلقه و بعد از حمله به روهان در طول جنگ حلقه آن را پایگاه خود عملیات ساخته شده‌است.